# Adelphoe
Adelphoe (dal greco Ἀδελφοί: "Fratelli") è una commedia dell'autore latino Publio Terenzio Afro.
L'opera è una rielaborazione dell'opera omonima di Menandro, con l'aggiunta di una scena dei Synapothnèskontes di Difilo. Fu rappresentata per la prima volta nel 160 a.C., durante le celebrazioni funebri in onore di Lucio Emilio Paolo Macedonico.

## Trama
Dèmea, un uomo all'antica, ha due figli, Eschino e Ctesifone; fa adottare il primo dal fratello Micione, mentre si occupa personalmente dell'educazione del secondo. Micione è un uomo di mentalità aperta e liberale, ed educa il figlio adottivo con un metodo basato sulla reciproca fiducia e liberalità; Demea, invece, educa il proprio con il metodo tradizionale, basato sui principi del mos maiorum, il costume degli antenati, e sull'esercizio della patria potestas, l'autorità paterna. Eschino rapisce da una casa una citarista, Bacchide, perché di lei si è innamorato il fratello, che per terrore del padre non ha mai osato nulla per realizzare la sua storia d'amore. Eschino, però, non è libero, infatti è innamorato di Panfila, che ha appena partorito. Panfila, temendo che Eschino la abbandoni, rivendica i propri diritti e manda Egione a lamentarsi con Micione. Intanto, Demea scopre la relazione del figlio con la citarista e sfoga la sua rabbia contro il fratello, accusandolo di avergli rovinato e corrotto i figli. Tuttavia, alla fine Demea decide di cambiare mentalità e di ispirarsi ai metodi liberali del fratello, rendendosi conto che in questo modo è più facile guadagnarsi il rispetto e l'amore dei figli. Il tutto è strutturato come una messa in scena da parte di Demea, che intende far uso di tale metodo come ripicca su Micione, con l'intenzione di dimostrare a quest'ultimo che non è difficile essere benvoluti se si sperpera denaro e accondiscende alle richieste di tutti. Ciò porterà grande scompiglio alla famiglia e costringerà Micione a sposarsi contro la sua volontà. La commedia si conclude con il matrimonio di Eschino e Panfila e con l'acquisto di Bacchide da parte di Ctesifone.

## Personaggi

### Personaggi principali
- Micione: è il padre adottivo di Eschino, figlio di suo fratello Dèmea. È probabilmente il personaggio in cui l'autore si identifica, sostenendo il metodo educativo che caratterizza questo personaggio; egli è convinto che tra padre e figlio vi debba essere un dialogo aperto e senza paura da parte del giovane, garantito da un comportamento tollerante e generoso del padre.
- Demea: è il padre di Ctesifone oltre che di Eschino, affidato però al fratello Micione. Egli vive in campagna e rispecchia la figura del padre all'antica, burbero, severo e autoritario; è fermamente convinto che solo usando le maniere forti con i figli essi si guarderanno dai comportamenti sbagliati e staranno ai buoni insegnamenti dei genitori.
- Eschino: è affidato all'educazione di Micione, che ama e rispetta. È di indole generosa e semplice, nonostante i suoi comportamenti siano spesso sconsiderati e scriteriati.
- Ctesifone: Fratello di Eschino, è il figlio che Dèmea ha deciso di tenere con sé, e di educare a suo modo. Egli infatti, a differenza del fratello Micione, è un padre severo e austero, che esercita sul figlio la patria potestas, spesso in maniera troppo ossequiosa. Ctesifone, giovane onesto e morigerato, cresce sottomesso ai valori etici del mos maiorum, imparando innanzitutto a lavorare nei campi per guadagnarsi da vivere. La attenta supervisione del padre non gli impedirà di invaghirsi di una citarista che, grazie all'aiuto del fratello, riuscirà ad ottenere in moglie.
- Siro: è la figura tipica del servo scaltro. Egli aiuta i giovani a sbrogliare la intricata vicenda e contemporaneamente si beffa di Dèmea riuscendo a imbrogliarlo a suo piacimento. Dimostra anche di saper approfittare delle situazioni a suo vantaggio.

### Personaggi secondari
- Bacchide: la citarista di cui si è invaghito Ctesifone, diventerà di sua proprietà al termine della faccenda.
- Cantara: la nutrice di Panfila, di importanza marginale.
- Dromone: schiavetto di Micione.
- Egione: un parente della famiglia di Panfila, descritto come uomo di virtù e di lealtà, saggio e indulgente. Ha un ruolo marginale anche se contribuisce allo svolgersi della vicenda.
- Frigia: moglie di Siro, otterrà la libertà alla fine della commedia per il fatto di aver allattato per prima il figlio di Eschino e Panfila.
- Geta: il servo di Sostrata, che rappresenta la figura tipica del servo che corre non riuscendo a parlare per l'affanno.
- Panfila: la giovane di cui Eschino è innamorato e dalla quale aspetta un figlio; diventerà moglie di Eschino al termine della commedia.
- Parmenione: schiavo di Eschino.
- Sannione: il ruffiano a cui Eschino ruba Bacchide per darla al fratello.
- Sostrata: la madre vedova di Panfila. Rimane quasi sempre all'esterno della vicenda e alla fine si trova inaspettatamente sposa di Micione.
- Stefanione: schiavetto di Micione.

## Linguaggio
Nella commedia si differenziano alcuni stili di linguaggio, che garantiscono una migliore connotazione del personaggio interessato. Ad esempio, il linguaggio utilizzato da Siro è tipicamente incalzante, sfrontato e sempre ironico, in perfetta somiglianza con il personaggio. Micione utilizza invece un linguaggio scherzoso ma sempre garbato e affettuoso, in sintonia con il suo atteggiamento cordiale, generoso e tollerante. La caratterizzazione del personaggio mediante il linguaggio assume particolare rilievo quando nell'ultima parte Dèmea decide di cambiare atteggiamento e di comportarsi in modo garbato e generoso; viene qui sottolineato il fatto che Dèmea tenta di cambiare per prima cosa dal linguaggio (vv.884-885). Questo è la prova che il linguaggio è un forte elemento di caratterizzazione dei personaggi all'interno dell'opera.

## Rapporto con modello greco
Il modello principale, di origine menandrea, ha subito una contaminatio nella scena in cui è presente il lenone Sannione che cerca di ottenere il denaro in cambio della cortigiana. Questa scena, tratta da una commedia di Dìfilo, è stata inserita da Terenzio come ulteriore elemento comico. L'autore dell'opera agisce in un altro caso sull'originale menandreo. Nella parte in cui esordiscono in scena Sostrata e Cantara viene resa nota la relazione tra Eschino e Panfila; ma in Menandro probabilmente il pubblico era già a conoscenza di questa informazione. Terenzio fa emergere questo aspetto poco a poco, come suo stile, garantendo un effetto di suspense e naturalmente incrementando l'effetto comico.

## Vis comica
La comicità è data soprattutto da schemi classici, spesso di stampo plautino. Ad esempio, Terenzio si serve della figura del servo scaltro che beffa e inganna il senex in modo plateale, o dell'immagine del lenone percosso e insultato dopo un diverbio per garantire quella comicità convenzionale, spesso anche di cattivo gusto, che è cara all'autore. In un altro caso, viene utilizzato lo strumento dell'esagerazione grottesca, come ai vv. 314-319, dove Geta si sfoga contro Eschino e Siro quando ancora non sapeva il reale svolgimento dei fatti, minacciando ogni genere di tortura. In ogni caso, l'espediente di cui Terenzio si serve maggiormente per creare la comicità è l'effetto travolgente delle situazioni di equivoco. I malintesi che conseguono dallo scambio di persone nel primo avvenimento del rapimento sono alla base di innumerevoli situazioni di grande ilarità, partendo anche dal fatto che in diverse situazioni il pubblico è a conoscenza di informazioni che magari sono ancora sconosciute ad alcuni personaggi sulla scena; da questi presupposti, le situazioni ambigue che ne possono derivare sono davvero molte. Comunque la Vis comica di Terenzio è molto meno accentuata di quella di Plauto, poiché lo scopo è morale e non più buffonesco.

## Traduzioni
- Gli adelfi, in Le comedie, tradotte nuovamente in lingua toscana [da Cristoforo Rosario], In Roma, appresso Bartolomeo Zannetti, 1612,  pp. 289-378.
- I due fratelli. Commedia, tradotta in verso sciolto da Luisa Bergalli fra gli arcadi Irminda Partenide, In Venezia, appresso Cristoforo Zane, 1736.
- Gli adelfi ovvero I fratelli. Commedia quarta, in Le sei commedie, recate in volgar fiorentino da Antonio Cesari con note, vol. 2, In Verona, presso l'erede Merlo, 1816,  pp. 3-138.
- I fratelli, in Tutte le commedie, traduzione di Mario Scandola, Milano, Rizzoli editore, 1951,  pp. 311-367.
- (LA, IT) I fratelli, introduzione, traduzione e note di Dario Del Corno, Milano, Biblioteca universale Rizzoli, 1987, ISBN 88-17-16616-2.